# Baw Baw Shire
Baw Baw Shire is een Local Government Area (LGA) in Australië in de staat Victoria. Baw Baw Shire telt 39.765 inwoners. De hoofdplaats is Warragul.